# TNT Sports (Argentina)
TNT Sports Premium (anteriormente TNT Sports), es un canal de televisión por suscripción premium argentino. Inició sus transmisiones el 25 de agosto de 2017 y está dedicado principalmente a la emisión de la Liga Profesional de Fútbol, junto con ESPN Premium tras la alianza Fox-Turner para la televisación del fútbol argentino, el cual reemplaza al programa público Fútbol Para Todos. A partir de la cancelación de ese programa en enero de 2017, tanto Fox como Turner se convirtieron en los dueños de los derechos de teledifusión del fútbol argentino.

## Historia
TNT Sports inició transmisiones el 25 de agosto de 2017, tras la alianza Fox-Turner para la televisación del fútbol argentino, siendo reemplazo del programa gubernamental Fútbol para todos.
El 23 de enero de 2025, el canal pasó a llamarse TNT Sports Premium. Al mismo tiempo, el canal pasó a ofrecerse en el servicio de televisión por streaming Max (ahora HBO Max), para el cual se requiere contratar el Pack Fútbol a través de operadoras de televisión por cable, satelital o virtual.

## Programación
El canal transmite la mitad de los encuentros de cada fecha de la Liga Profesional de Fútbol y el resto de los partidos en diferido, que son producidos por Torneos. Los estudios del canal se ubican en La Corte, la productora audiovisual perteneciente al Grupo Indalo que se encargó de realizar las transmisiones del Fútbol para todos entre 2009 y 2017.

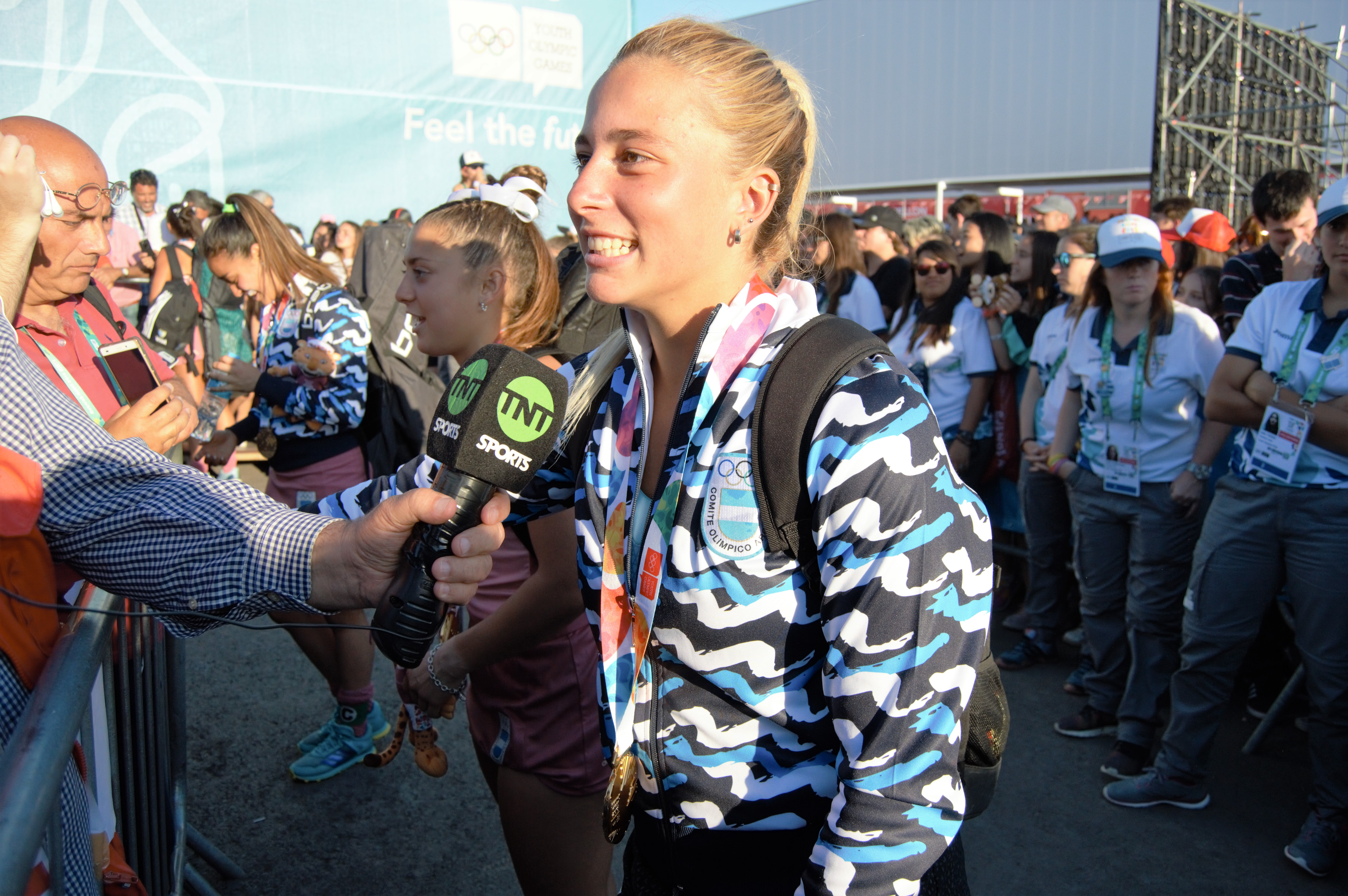
Periodistas de TNT Sports entrevistan a Lourdes Pérez Iturraspe de Las Leoncitas tras la final de hockey femenino en los Juegos Olímpicos de la Juventud de Buenos Aires 2018.

El canal tiene una similitud con la antigua organización de TyC Max, ya que se tiene que abonar un costo mensual para poder ver los partidos.